# Pascal Groß
Pascal Groß (ur. 15 czerwca 1991 w Mannheim) – niemiecki piłkarz, występujący na pozycji pomocnika w Borussia Dortmund oraz w reprezentacji Niemiec.